# Ernst Jean-Joseph
Ernst Jean-Joseph (* 11. Juni 1948 in Cap-Haïtien; † 14. August 2020) war ein haitianischer Fußballspieler. Der Verteidiger war haitianischer Nationalspieler.

## Karriere

### Verein
Er spielte beim Violette Athletic Club. 1978 war er bei den Chicago Sting in der North American Soccer League, wo er neun Spiele absolvierte. Dann kehrte er zurück zu Violette.

### Nationalmannschaft
Ernst Jean-Joseph wurde zwischen 1972 und 1980 insgesamt 14-mal in die haitianische Nationalmannschaft berufen. Er schaffte mit dem Team die Qualifikation zur Weltmeisterschaft 1974 in Deutschland, was die erste WM-Teilnahme Haitis bedeutete. Dort kam er im ersten Spiel gegen Italien zum Einsatz.

## Kontroverse
Bei der Dopingkontrolle wurde er positiv auf Ephedrin getestet und vom Turnier ausgeschlossen. Er ist damit der erste jemals wegen Dopings ausgeschlossene Spieler bei Fußball-Weltmeisterschaften. Er berief sich zunächst auf eine Fehlmedikamentation durch den Mannschaftsarzt. Dieser wies die Behauptungen von Jean-Joseph aber zurück. Kurz darauf wurde er entführt.
Der Vizepräsident des haitianischen Fußballverbandes, Major Acedius St. Louis, war auch Kommandeur eines berüchtigten Elitebataillons der haitianischen Armee unter dem persönlichen Kommando von Präsident Jean-Claude Duvalier. Haitianische Beamte zerrten Jean-Joseph aus der Sportschule Grünwald in München, in der sich das Team aufgehalten hatte, schlugen ihn, hielten ihn über Nacht im Sheraton Hotel fest und flogen ihn zurück nach Haiti. Jean-Joseph schaffte es eine polnische Pressehostess telefonisch zu erreichen, welche Kurt Renner, den haitianischen Attaché der Nationalmannschaft informierte. Dieser setzte am Tag darauf die Öffentlichkeit in Kenntnis. Als Konsequenz wurden Renner und der Pressehostess ihre Akkreditierung durch das WM-Organisationskomitee entzogen.
Zwei Jahre später gehörte er wieder zur Nationalmannschaft. In der Qualifikationsrunde zur Weltmeisterschaft 1978 erreichte Haiti den zweiten Platz hinter Mexiko, das dann nach Argentinien fahren durfte.